# Salvatore Gattoni
Salvatore Gattoni (Venezia, 14 luglio 1916 – Mar Mediterraneo, 23 aprile 1943) è stato un militare e aviatore italiano, decorato di medaglia d'oro al valor militare alla memoria nel corso della seconda guerra mondiale.

## Biografia
Nacque a Venezia il 14 luglio 1916.  Dopo aver completati gli studi classici a Venezia, nel gennaio 1935 entrò alla Regia Accademia Navale  di Livorno uscendone nel gennaio 1938 con la nomina a guardiamarina. Imbarcato dapprima sull’'incrociatore pesante Bolzano allora in missione in Estremo Oriente, passò poi sull'incrociatore leggero Bartolomeo Colleoni dove fu promosso sottotenente di vascello nel 1939. Rientrato in Italia prestò successivamente servizio sulla torpediniera Cassiopea e poi sulla Altair dove si trovava all'atto della dichiarazione di guerra a Francia e Gran Bretagna, del 10 giugno 1940. Promosso tenente di vascello il 22 ottobre 1941, l'anno successivo fu mandato alla Scuola osservazione aerea ad Orbetello e conseguito il brevetto di osservatore dall'aeroplano, fu assegnato in servizio alla 287ª Squadriglia R.M.S. (Ricognizione Marittima Strategica). Si distinse particolarmente durante le missioni, venendo decorato con due croci di guerra al valor militare. Nel corso della battaglia aeronavale del 12 agosto 1942, durante un volo di ricognizione, quando il suo velivolo venne attaccato da cinque aerei nemici, accettò il combattimento, abbattendone due finché, gravemente ferito, precipitò in mare con l'aereo. Riuscito, con le sue ultime forze, a porre sullo zatterino i compagni feriti, con loro venne tratto in salvo tre giorni dopo.
Ripresosi dalle ferite e rientrato in servizio, effettuò ancora missioni di ricognizione d'altura, ricerche naufraghi e caccia sommergibili, riuscendo ad affondare un sommergibile nemico. Il 23 aprile 1943 nell'espletamento di una missione di esplorazione, scompariva nel cielo del Mediterraneo occidentale.
Fu decorato con la medaglia d'oro al valor militare alla memoria.

### Fonti
1. 1 2 3 4 5 6  Combattenti Liberazione.
2. 1 2  Gruppo Medaglie d'Oro al Valor Militare 1965, p. 413.
3. 1 2 3  Ufficio Storico dell'Aeronautica Militare 1969, p. 181.
4. 1 2 3 4  Marina Difesa.
5. ↑   Medaglia d'oro al valor militare Gattoni Salvatore, su quirinale.it, Quirinale. URL consultato l'11 luglio 2021.